# Орден Святого Фердинанда за заслуги
Орден святого Фердинанда за заслуги (італ. Reale ordine di San Ferdinando e del merito) — лицарський орден у Королівстве Обох Сицилій у XIX столітті.

## Історія та опис
Орден святого Фердинанда за заслуги було засновано королем Обох Сицилій Фердинандом I 1 квітня 1800 року. Ним нагороджувались особи за заслуги перед государем й ті, хто проявив вірність королівству й чинному дому (неаполітано-сицилійської династії Бурбонів.
Орден Святого Фердинанда за Заслуги мав три ступеня:
- Лицар Великого Хреста — зі стрічкою через плече і хрестом
- Лицар-командор — з нашийною стрічкою і хрестом
- Лицар — з прикріпленим до стрічки хрестом

Орден є круглим щитом із зображенням святого Фердинанда, оточений знизу округлим написом синьої емалі «FIDEI ET MERITO». Межею ордену розходяться шість золотих променів, між якими знаходяться шість білих королівських лілій. Орденська стрічка — синя з темно-червоними краями.

## Нагороджені
Серед носіїв ордену слід зазначити короля Великої Британії й Ганновера Георга IV, імператора Фердинанда I, адмірала Нельсона, генералісимуса Шварценберга, фельдмаршала Йозефа Радецкого.